# Vaux-sur-Lunain
Vaux-sur-Lunain är en kommun i departementet Seine-et-Marne i regionen Île-de-France i norra Frankrike. Kommunen ligger i kantonen Lorrez-le-Bocage-Préaux som tillhör arrondissementet Fontainebleau. År 2022 hade Vaux-sur-Lunain 232 invånare.

## Befolkningsutveckling
Antalet invånare i kommunen Vaux-sur-Lunain
| Referens: INSEE |